# Badenyon Castle

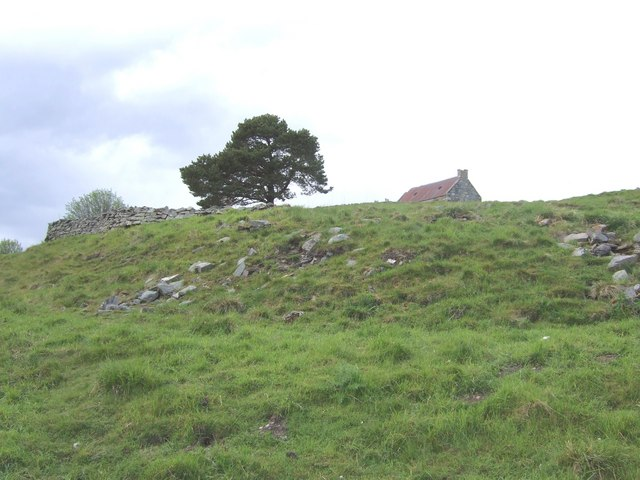
Reste von Badenyon Castle

Badenyon Castle ist ein Burgstall etwa zwölf Kilometer westlich von Kildrummy und nördlich des Coulins Burn in der schottischen Council Area Aberdeenshire. Die Burg stammt aus dem 13. Jahrhundert.

## Geschichte
Auf Badenyon Castle wohnte im 13. Jahrhundert John O’Badenyon. Später wurde es die Residenz des Clan Gordon aus Glenbuchat, bevor dieser 1590 in das neu gebaute Glenbuchat Castle umzog.
1898 standen noch einige Teile der Sandsteinmauern bei den Mauern des angrenzenden Bauernhofs sowie eine zurückgesetzte Tür innen. Inzwischen sind auch diese Überreste verschwunden.

## Architektur
Die Burg war von einem Graben umgeben und ein Turm schützte sie. Ein Türscharnier aus einem nahegelegenen Gebäude soll von der Burg stammen. Die genaue Lage der Burg kann nur vermutet werden.
In der Nähe befindet sich ein Kalkofen.